# 1508 a tudományban
Az 1508. év a tudományban és a technikában.

## Építészet
- a moszkvai Arkangyal-székesegyház építése

## Események
- San Juan (Puerto Rico) alapítása

## Születések
- június 9. – Primož Trubar, az első szlovén nyelvű nyomtatott könyv szerzője († 1586)
- december 9. - Gemma Frisius († 1555)
- Andrea Palladio, olasz építész († 1580)

## Halálozások
- Simone del Pollaiolo, olasz építész